# Torneo de Cleveland
El Torneo de Cleveland (oficialmente Tennis in the Land) es un torneo profesional de tenis femenino que se celebra en Cleveland, Ohio, Estados Unidos, cuya primera edición ocurrió en 2021. Se lleva a cabo en canchas duras al aire libre una semana antes del US Open.

## Campeonas

### Individual
| Año  | Campeona           | Finalista             | Resultado     |
| ---- | ------------------ | --------------------- | ------------- |
| 2021 | Anett Kontaveit    | Irina-Camelia Begu    | 7-6(5), 6-4   |
| 2022 | Liudmila Samsónova | Aliaksandra Sasnovich | 6-1, 6-3      |
| 2023 | Sara Sorribes      | Ekaterina Alexandrova | 3-6, 6-4, 6-4 |
| 2024 | McCartney Kessler  | Beatriz Haddad Maia   | 1-6, 6-1, 7-5 |

### Dobles
| Año  | Campeonas                   | Finalistas                      | Resultado           |
| ---- | --------------------------- | ------------------------------- | ------------------- |
| 2021 | Shuko Aoyama Ena Shibahara  | Christina McHale Sania Mirza    | 7-5, 6-3            |
| 2022 | Nicole Melichar Ellen Perez | Anna Danilina Aleksandra Krunić | 7-5, 6-3            |
| 2023 | Miyu Kato Aldila Sutjiadi   | Nicole Melichar Ellen Perez     | 6-4, 6-7(4), [10-8] |
| 2024 | Cristina Bucșa Xu Yifan     | Shuko Aoyama Eri Hozumi         | 3-6, 6-3, [10-6]    |